# Daniel Brewster
Daniel Brewster (født 23. november 1923, død 19. august 2007) var en amerikansk demokratisk politiker. Daniel Brewster repræsenterede delstaten Maryland i USA's senat fra 1963 til 1969. Før da var han medlem af Marylands parlaments underhus (Maryland House of Delegates) fra 1950 til 1958, og medlem af Repræsentanternes hus i USA fra 1959 til 1963.